# Stegonotus diehli
Stegonotus diehli är en ormart som beskrevs av Lindholm 1905. Stegonotus diehli ingår i släktet Stegonotus och familjen snokar. Inga underarter finns listade i Catalogue of Life.
Arten förekommer endemisk i Madangprovinsen i nordöstra Papua Nya Guinea. Honor lägger ägg.